# Rada Niemców w Polsce
Rada Niemców w Polsce (niem. Rat der Deutschen in Polen) – nadrzędna organizacja łącząca organizacje i partie niemieckiej mniejszości w Polsce w II Rzeczypospolitej. Istniała w latach 1934-1939 z siedzibą w Warszawie.
Została założona 16 października 1934. Przystąpiły do niej wszystkie partie mniejszości niemieckiej z wyjątkiem Niemieckiej Socjalistycznej Partii Robotniczej Polski (Deutsche Sozialistische Arbeitspartei Polens) współpracującej z PPS oraz Partii Młodoniemieckiej w Polsce (Jungdeutsche Partei in Polen), która jako najsilniejsza organizacja niemieckiej grupy etnicznej wolała występować indywidualnie. 
23 września 1935 Erwin Hasbach został powołany do Senatu przez Prezydenta Ignacego Mościckiego i potwierdzony w tej funkcji 22 listopada 1938. Obok niego w dwóch kadencjach mniejszość niemiecką reprezentowali w Senacie Rudolf Wiesner z ramienia Partii Młodoniemieckiej oraz Max Wambeck z ramienia Zrzeszenia Chłopów Niemieckich w Polsce.